# Briješće
Briješće est une localité de Croatie située dans la municipalité de Osijek, comitat d'Osijek-Baranja. Au recensement de 2001, elle comptait 1382 habitants et à celui de 2011, 1318.